# Frédéric Vallée
Frédéric Vallée, francoski general, * 1882, † 1946.